# White Oak (Misisipi)
White Oak es un lugar designado por el censo ubicado en el condado de Tunica en el estado estadounidense de Misisipi. En el año 2010 tenía una población de 692 habitantes.

## Geografía
White Oak se encuentra ubicado en las coordenadas 34°38′45″N 89°31′31.9″O / 34.64583, -89.525528.